# 芬芳扁鯰
芬芳扁鯰，為輻鰭魚綱鯰形目長鬚鯰科的其中一種，分布於南美洲厄瓜多的淡水流域，棲息在河川底層水域，屬肉食性，生活習性不明。